# 圣若瑟堂 (帕尔马)

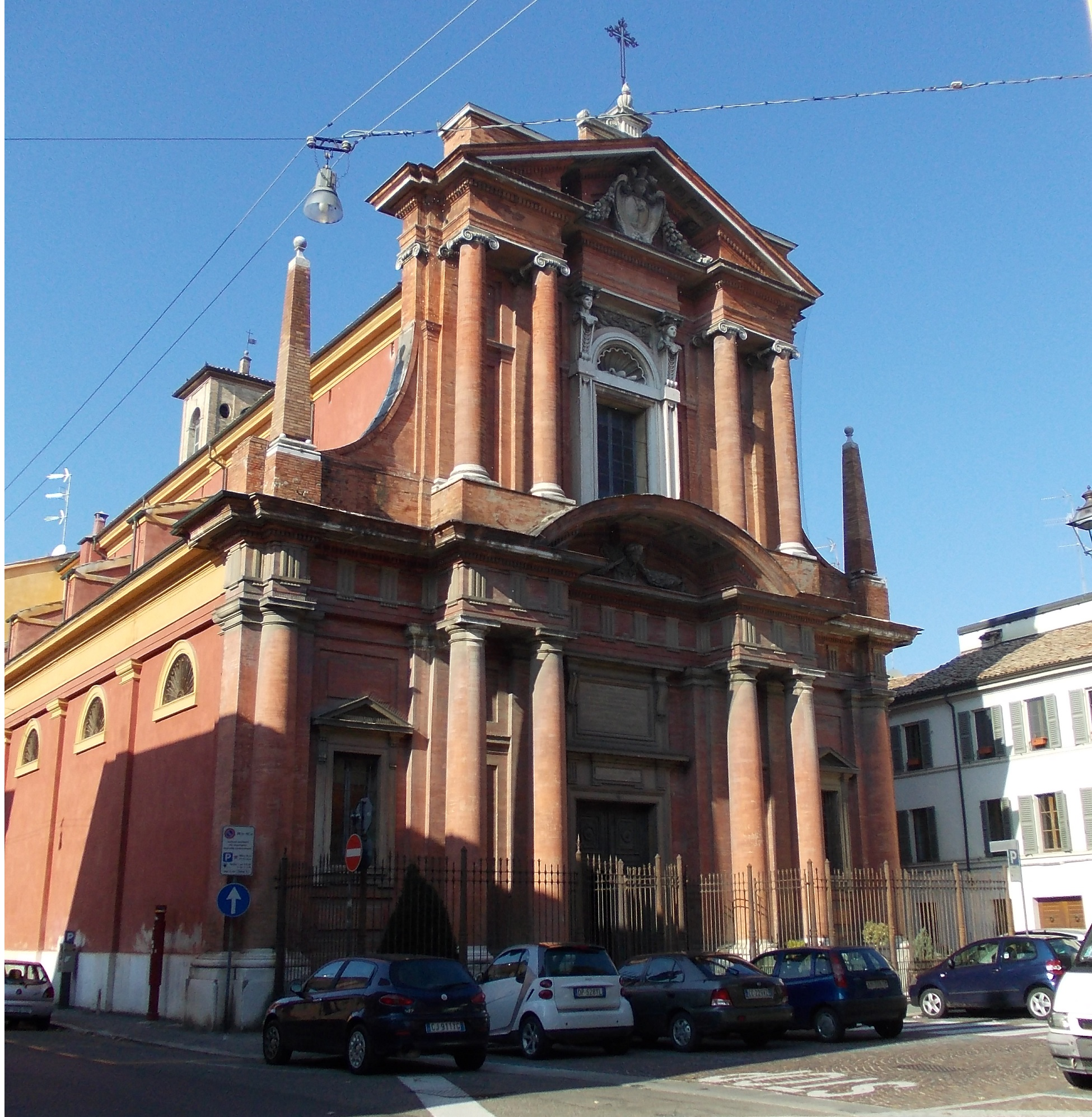

圣若瑟堂（Chiesa di San Giuseppe）是意大利帕尔马的一座巴洛克教堂。
该堂建于1626-1666年，由吉罗拉莫·拉伊纳尔迪设计。受到鼠疫的影响，工程一度中断。立面完成于1782年，由安东尼奥·布里安蒂设计。
堂内画作有保罗·法拉利的《圣则济利亚》和约瑟夫·佩罗尼的《圣若翰洗者和圣方济各》。